# Даштиджумский район
Даштиджумский район — административно-территориальная единица в составе Таджикской ССР, Кулябского округа и Кулябской области, существовавшая в 1932—1957 годах. Площадь района, по данным 1947 года, составляла 1,2 тыс. км². Центром района был кишлак Даштиджум.
Даштиджумский район был образован в составе Таджикской ССР в 1932 году. В его состав вошли части территорий Муминабадского и Шуроабадского районов.
В 1938 году Даштиджумский район вошёл в состав Кулябского округа, а в 1939 — Кулябской области.
19 августа 1957 года Даштиджумский район был упразднён, а его территория в полном составе передана в Шурабадский район.